# Eileen MacDonagh

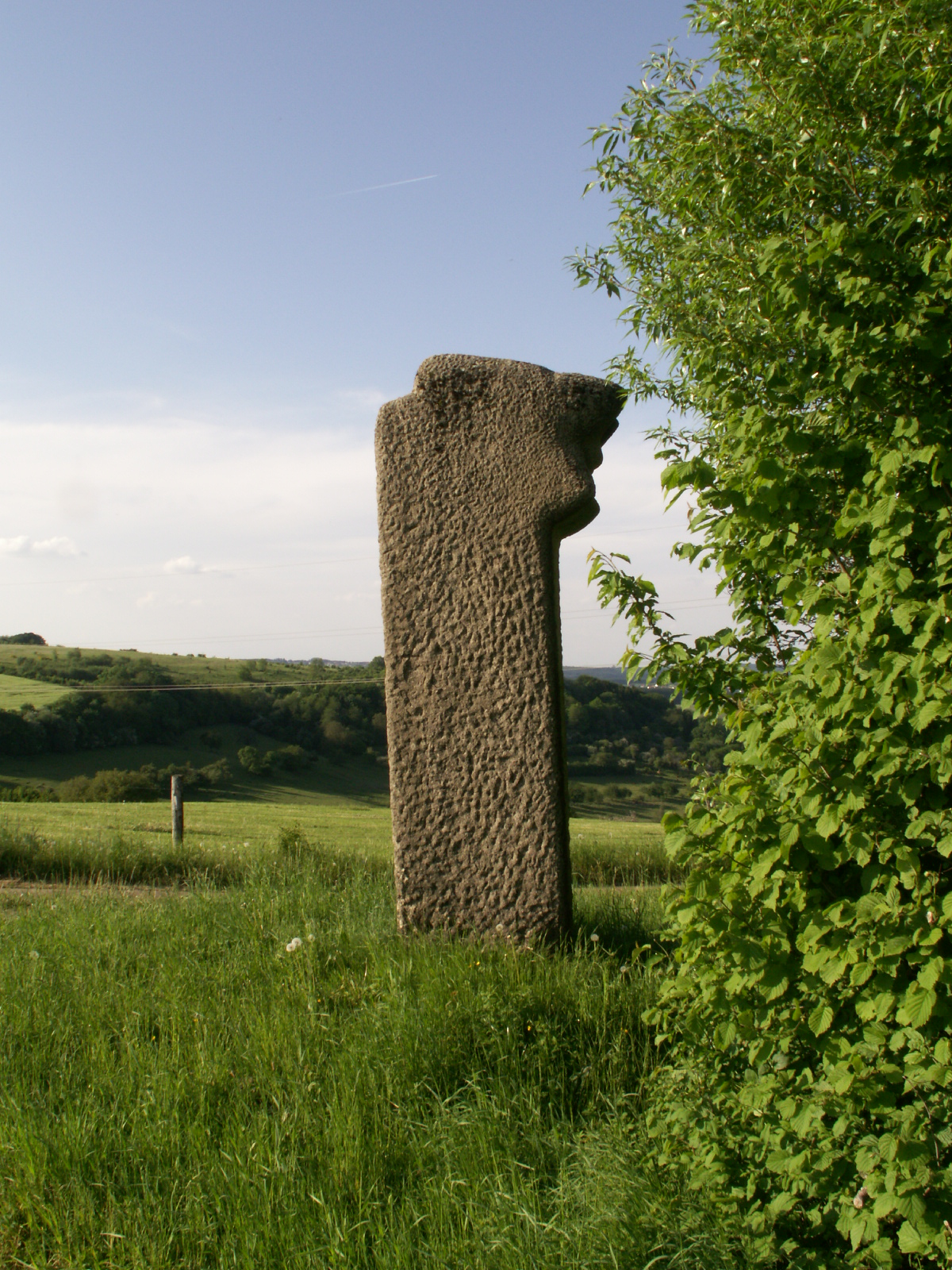
Zonder titel (1992), Steine an der Grenze

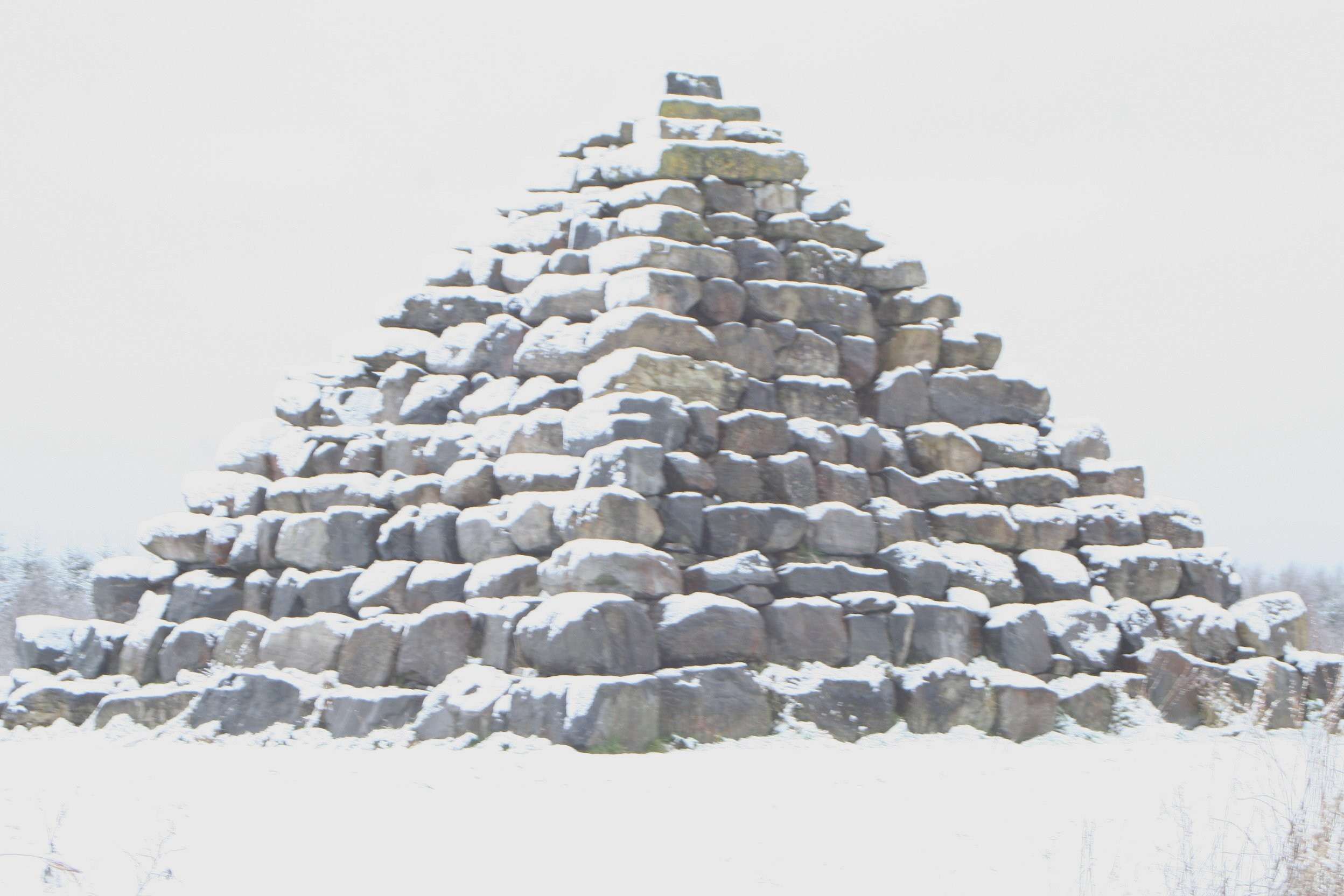
Boora Pyramid (2002), Sculpture in the Parklands

Eileen MacDonagh (Geevagh, 1956) is een Ierse beeldhouwster.

## Leven en werk
MacDonagh (ook wel McDonagh) kreeg haar kunstopleiding van 1974 tot 1979 van de beeldhouwer Fred Conlon en de schilder John O'Leary aan het Sligo Regional Technical College in Sligo (County Sligo). Aansluitend volgde zij een lerarenopleiding aan de Limerick School of Art and Design in Limerick. Kortstondig was zij docente, maar al snel ging zij naar Japan, waar zij een jaar bleef. Na haar terugkomst wijdde zij zich volledig aan de beeldhouwkunst. Haar eerste werken werden gecreëerd met de materialen hout en steen. In 1992 had zij haar eerste expositie in het Project Arts Centre in Dublin. Eileen MacDonagh nam deel aan vele beeldhouwersymposia in Duitsland, Oostenrijk, Zweden, Schotland, India, Japan en de Verenigde Staten.
In 2007 was MacDonagh docente van het Stone Sculpture Symposium voor steenbeeldhouwers van de Internationale Sommerakademie für bildende Kunst in Salzburg.
De kunstenares woont en werkt in County Sligo.

## Werken (selectie)
- Linked (1986), Aberdeen Harbour (Scottish Sculpture Workshop 1986) in Aberdeen (Schotland)
- Portal (1987), Limerick (Limerick Symposium)
- Incommunicado (1989), Dublin Castle in Dublin
- Cusp (1992), Athlone Regional Technical College in Athlone
- Zonder titel (1992), beeldenroute Steine an der Grenze bij Merzig (Duitsland)
- Bridge (1993), Gulbarga (Gulbarga (district)) in India
- Standing Stones (1993), Mountmellick Library Garden in Stradbally (Stradbally Symposium)
- Milkchurns (1994), Mallow Road in County Cork
- Wasserstein (1996), Skulpturewee zu Bilschdref in Bilsdorf (Luxemburg)[2]
- Sea Buoy (1997), Harper's Island Bridge in County Cork
- Into the Dark (2000), Sculpture in the Woodlands in Devil's Glen (County Wicklow)
- Boora Pyramid (2002), beeldenpark 'Sculpture in the Parklands (County Offaly)